# Adolf Aufdenblatten
Adolf Aufdenblatten   (Zermatt, 12 de novembre de 1897 - Zermatt, 17 de juny de 1975) fou un alpinista, esquiador i guia d'esquí suís que va competir durant la dècada del 1920.
El 1924 va prendre part en els Jocs Olímpics de Chamonix. Va guanyar la medalla d'or en la prova de patrulla militar per equips, formant equip amb Alphonse Julen, Antoine Julen i Denis Vaucher. En aquests mateixos Jocs disputà els 50 quilòmetres del programa d'esquí de fons.